# Carohamilia itys
Carohamilia itys är en fjärilsart som beskrevs av Druce 1911. Carohamilia itys ingår i släktet Carohamilia och familjen träfjärilar. Inga underarter finns listade i Catalogue of Life.